# Wukesong Arena
A Wukesong Arena, anteriormente Estádio Indoor Wukesong, é uma arena indoor localizada em Pequim, na China. Sediou as competições de basquetebol durante os Jogos Olímpicos de Verão de 2008. A construção foi iniciada em 29 de março de 2005 e terminada no fim de 2007. A arena tem capacidade para 18 mil pessoas e ocupa uma área de 63 mil m². A área total da sede ainda comportava o Campo de Beisebol Wukesong para 15 mil pessoas.
Foi o segundo estádio do hóquei no gelo durante os Jogos Olímpicos de Inverno de 2022.

## Ligações externas

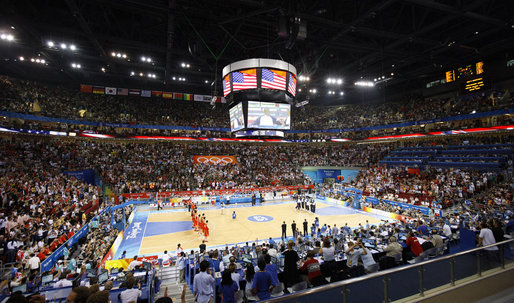
Visão interna do Estádio Indoor Wukesong